# 三浦梧門
三浦 梧門（みうら ごもん、文化5年1月4日（1808年1月31日） - 万延元年11月9日（1860年12月20日））は、江戸時代後期の長崎の南画家。鉄翁祖門・木下逸雲と共に長崎三大家とされる。
諱は惟純、字を宗亮。通称は総助もしくは惣吉。梧門は号で別号に秋声・荷梁・香雨など。

## 略伝
長崎本興善町乙名の三浦総之丞の長男。先祖は平戸藩家臣で代々興善町乙名を任される。号の梧門は邸内に植えた梧桐（梧桐）の美しさを愛でたことに由来するという。梧梧門は本興善町の乙名から長崎会所目付役となっている。
画は最初、唐絵目利の渡辺秀実・石崎融思に学び、その後、舶載される中国の古書画・名品に臨んでその画法を独学した。米法山水を得意とし作品数も最も多く、中でも「雪景山水図」が目立つ。人物図・花鳥図も能くし、他に土佐絵風の画も見られる。特に「鍾馗図」は、山水画に次いで人気があり、病気除け、平癒に効果があると評判で、梧門も好んで描いた。更に伊藤若冲の「乗興舟」のような正面摺り（正面版）の花卉図も確認されており、梧門の多様な作画と当時の長崎文化の成熟ぶりが伝わってくる。
享年53。墓所は本蓮寺。門弟に伊藤深江がいる。

## 代表作
- 「鍾馗禳魔図」 長崎歴史文化博物館蔵 1858年（安政5年）